# Teratophon
Teratophon is een geslacht van uitgestorven procolophonide parareptielen uit afzettingen uit het Midden-Trias (Vroeg-Anisien) van de provincie Vrijstaat, Zuid-Afrika. Het is bekend van het holotype BP/1/4299, een bijna complete schedel. Het werd verzameld door de Zuid-Afrikaanse paleontoloog James W. Kitching uit Hugoskop in het district Rouxville en verwezen naar subzone B van de Cynognathus Assemblage Zone van de Burgersdorp-formatie, Beaufortgroep (Karoo Basin).
In 1977 benoemde Cristopher E. Gow een Thelegnathus spinigenis. De soortaanduiding is afgeleid van het Latijn spina, 'stekel', en gena, 'wang', en is een verwijzing naar een stekelvormige hoorn aan de achterste onderhoek van het quadratojugale. In 2003 beschouwden Sean P. Modesto en Ross J. Damiani de typesoort van het geslacht Thelegnathus Broom 1905, Thelegnathus browni, als een nomen dubium. Ze benoemden daarom een nieuw geslacht Teratophon. De geslachtsnaam is een combinatie van het Grieks teratos, 'monster', en het geslacht Procolophon. De combinatio nova is Teratophon spinigenis.